# Thesprotia simplex
Thesprotia simplex es una especie de mantis de la familia Thespidae.

## Distribución geográfica
Se encuentra en  Brasil.